# Brignoliella caligiformis
Brignoliella caligiformis là một loài nhện trong họ Tetrablemmidae.
Loài này thuộc chi Brignoliella. Brignoliella caligiformis được Tong & Li miêu tả năm 2008.